# بچه (فیلم ۲۰۰۰)
بچه (به انگلیسی: The Kid) یا بچه دیزنی (به انگلیسی: Disney's The Kid) فیلمی محصول سال ۲۰۰۰ به کارگردانی جان ترتل‌تاب است. در این فیلم بازیگرانی همچون بروس ویلیس، اسپنسر برسلین، امیلی مورتیمر، لیلی تاملین، شای مک‌براید، جوانیتا مور، جین اسمارت، دانا ایوی، ریلی مک‌کلندون، استیو تام، دنیل وان بارگن، ملیسا مک‌کارتی و متیو پری ایفای نقش کرده‌اند.

## داستان
«رای داریتس» (ویلیس)، چهل ساله، زندگی خود را از طریق مشاوره با مردم و ارائهٔ ایده‌هایی به آنان برای بهتر ظاهر شدن در جامعه می گذارند. اما هر چند که در کارش موفق است، در زندگی خصوصی با شکست روبه رو بوده و نتوانسته ازدواج کند. یک روز، «راس» با پسر بچه‌ای تپل به نام «راستی» (برسلین) روبه رو می‌شود و خیلی زود در می‌یابد. «راستی» کسی نیست جز خودش، اما در هشت سالگی.